# 质数螺旋

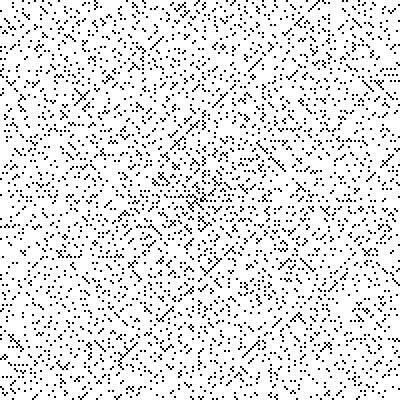
该图是200×200个数字的质数螺旋。其中黑点部分指的是素数。水平线、垂直线和对角线都有一个清晰可见的大素数密度。

质数螺旋（Ulam spiral）是一个简单的展示出素数的一定明显规律的结构，同时它指出一些二次多项式有着大量生成素数（富素数）的特性。该图形是由数学家斯坦尼斯瓦夫·乌拉姆在1963年，在一个科学会议上听取一个“又长又无聊的”报告时信手涂鸦所发现的。不久以后，作为一个计算机图形的早期应用，乌拉姆与他的协作者迈伦·斯坦（Myron Stein）和马克·韦尔斯（Mark Wells）在洛斯阿拉莫斯国家实验室使用了MANIAC II代码生成了该65000以内的素数构成的螺旋。1964年3月，马丁·加德纳 在他出版的书籍——《趣味数学》上写了一篇关于质数螺旋的内容。质数螺旋之后也出现在了《科学美国人》的杂志首页上。
在《科学美国人》杂志的附录中提及到，加德纳指出，爬虫两栖类学者劳伦斯·门罗·克劳伯在1932年——在乌拉姆的发现之前30多年——的美国数学学会上所做的报告中，便有为了研究富素数二次多项式而将素数排列为二维结构的例子。与乌拉姆不同的是，克劳伯的数列不是以正方形结构，而是用三角形来写的。

## 构造
乌拉姆是写下了一个正方形的数组来构造了這個螺旋数组，从1开始且开始按照这个螺旋规律：
他然后圈起了所有的素数（如下图）：
令他吃惊的是这堆圈起来的数字趋向于与对角线排成一行。在200×200的乌拉姆素数表当中（上图），其中对角线都是清晰可见且完成整一个表，而且水平线和垂直线都是有证明显著突出素数的样子。
在这堆素数表中，除了2这个偶数是素数外，其它都是由奇数组成的。在质数螺旋里，相邻的对角线都是与每个奇数相交的，毫不奇怪地所有素数都是躺在该螺旋的每个相邻的对角线中。这是从1开始以来，素数有更高的趋势躺在更多的对角线上。

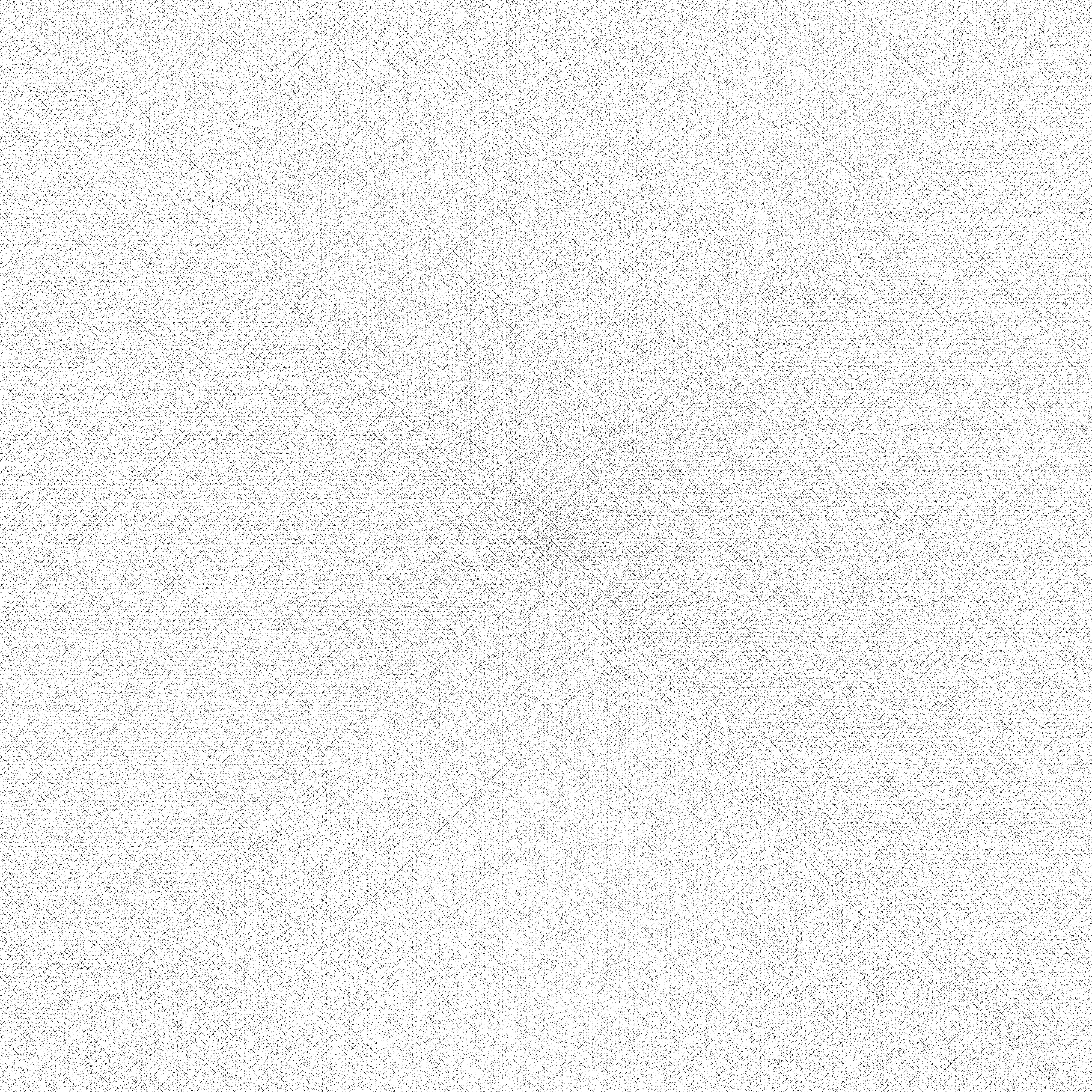
以图表画出的更多数字

测试到现在为止，都证明出对角线都是以素数组成（如右图）。虽然这个数列看起来好像出现即使不是1的中间数字（实际上那个数字＞1）。这也暗示着有许多的整数常量“b”和“c”就得出以下公式：
{\displaystyle f(n)=4n^{2}+bn+c}
当数列n每次增加1，一堆的素数就会与更多的素数将会对照出来。

## 附注
1. 1 2 3  Gardner 1964，第122頁.
2. ↑  Stein, Ulam & Wells 1964，第520頁.
3. ↑  Hoffman 1988，第41頁.
4. ↑  Gardner 1971，第88頁.
5. ↑  , The Online Archive of California: 155, 2009  [2014-01-11], （原始内容存档于2020-08-14）。